# 性交後出血
性交後出血（Postcoital bleeding，PCB）是指性交后出现的与月經无关的阴道出血。虽然通常无痛，但约有 15% 的患者会痛。患者通常合併出现異常子宫出血，包括經間期出血。
更年期前常见的原因包括宫颈外翻（33%）、宫颈或子宫内膜息肉（5% 至 18%）、感染（包括性傳染病） 、受伤和怀孕。停经后最常见的原因是萎缩性阴道炎。也可能是子宮頸癌或子宫内膜癌的早期症状（占7％至17％）。其他原因包括子宮內膜異位症和宮內節育器位置不当。诊断包括阴道和宫颈检查、妊娠试验、拭子檢查（swabs）是否感染，有时还需切片活檢。其他可能的检查包括超聲波检查、子宫颈抹片检查和阴道镜检查。
依病因決定治疗方向。硝酸银可治疗宫颈外翻，同时可切除宫颈息肉。超过半數没有明确病因的患者，症状在六个月内消失。若症狀持续存在，建议转诊妇科医生。性交后出血很常见，约有 5% 至 10% 的女性有此症状。可能與性侵犯有关，应特別询问此一可能原因。